# Firefox Sync
Firefox Sync ist ein Webbrowser-Synchronisierungsdienst der Mozilla-Stiftung. Der Dienst speichert die persönlichen Verwaltungsdaten eines Webbrowsers wie Benutzereinstellungen, Lesezeichen, offene Registerkarten (Tabbed Browsing), Browser-Chronik, gespeicherte Passwörter und eingerichtete Add-ons auf einem Server in einem Netzwerk. Damit kann ein Benutzer seine Einstellungen zwischen verschiedenen Geräten wie Desktop-Computern, Tabletcomputern und Smartphones synchronisieren.

## Geschichte
Der Dienst wurde im Dezember 2007 unter der Bezeichnung Mozilla Weave als experimentelles Werkzeug veröffentlicht. Im Jahr 2010 wurde der Testbetrieb für beendet erklärt und das offizielle Add-on für den Firefox-Webbrowser vorgestellt. Im selben Schritt erfolgte die Umbenennung in Firefox Sync. Mit Version 4.0 des Browsers ist die Client-Komponente des Dienstes integriert.
Die Mozilla-Stiftung hatte mit der Mobile App „Firefox Home“ auch einen Firefox Sync-Client für das iPhone und das iPad bereitgestellt, allerdings ist diese seit dem 3. August 2012 nicht mehr verfügbar.
Am 29. April 2014 wurde die überarbeitete Version Firefox Sync 1.5 freigegeben. In Sync 1.5 wurde die Authentifizierung in einen eigenständigen Authentifizierungdienst namens „Firefox Accounts“ ausgelagert. Dieser Dienst dient der Authentifizierung bei allen Benutzerdiensten von Mozilla. Der Firefox Sync Server verwaltet nur noch die zu synchronisierenden Inhalte der Benutzer.
Der Firefox-Browser benutzt ab Version 29 die neue Sync-Version 1.5. Benutzer, die den Synchronisierungdienst schon vor April 2014 eingerichtet hatten, können Firefox-Sync 1.1 wie bislang für eine Übergangszeit auch mit Firefox 29 benutzen.
Im Juli 2018 begann die Entwicklung von syncstorage-rs, was den alten noch in python 2 geschriebenen Sync Server ablöste und in Rust geschrieben ist.

## Nutzung und Kritik
Nach Angaben der Mozilla Foundation wird der Dienst in Version Sync 1.1 von etwa einem Prozent der Firefox-Benutzer genutzt.
Von der Mozilla Foundation selbst wurden eine Reihe von Schwachpunkten für die veralteten Versionen Sync 1.0 und 1.1 genannt: zu komplexe Einrichtung des Dienstes, mangelnde Zuverlässigkeit und Skalierbarkeit. Daher wurde unter dem Projektnamen PiCL (Profile in the Cloud) der Dienst vollständig überarbeitet und mit der Version Sync 1.5 am 29. April 2014 zusammen mit der Version 29 des Firefoxbrowser freigegeben.

## Unterstützte Clients
Der Dienst kann auf den folgenden Plattformen von den folgenden Web-Clients genutzt werden:
- Auf GNU/Linux, Mac OS und Windows von dem Firefox-Browser ab Version 4.0 und dem Internet-Anwendungspaket SeaMonkey ab Version 2.1.
- von LibreWolf, einem Fork des Firefox Browsers mit Fokus auf Datenschutz
- von Zen Browser, einem Fork des Firefox Browser mit vertikalen Tabs
- Auf Android mit dem Mozilla Firefox Mobile

## Server
Die Mozilla Foundation stellt einen Authentifizierungdienst, Firefox Accounts, und einen Server für die zu synchronisierenden Inhalte bereit. Dabei gelten die unter zugänglichen Nutzungsbedingungen. Ferner ist es möglich, einen privaten "Sync Server" und auch einen eigenen Authentifizierungdienst in einem Heimnetz, Intranet oder im Internet einzurichten.

## Datenschutz
Bei Benutzung des Synchronisierungsdienstes von Mozilla sind deren Datenschutzbestimmungen für Benutzerdienste maßgebend.
Um den Dienst zu nutzen, muss sich der Anwender zuerst ein Firefox-Konto unter Angabe einer gültigen E-Mail-Adresse und eines Passwortes auf dem Authentifizierungdienst einrichten. Bei jeder Sitzung mit einem Gerät, für welches Firefox Sync aktiviert wurde, meldet sich der Benutzer bei dem Anmeldedienst an, dieser identifiziert und verifiziert den Benutzer mit seiner E-Mail-Adresse und seinem Passwort. Dabei protokolliert der Authentifizierungdienst zwar die Anmeldung der Sitzung, er erfährt aber niemals das Passwort des Benutzers im Klartext.
Nach der Anmeldung erzeugt die Anwendung auf Benutzerseite unter Zuhilfenahme des Passwortes einen Schlüssel zur Ver- und Entschlüsselung aller mit dem Dienst abzugleichenden Benutzerdaten. Alle mit derselben Identität (E-Mail-Adresse) registrierten Geräte benutzen den gleichen Schlüssel. Die Vertraulichkeit der synchronisierten Daten wird bei der Übertragung an den Sync-Server und der Speicherung durch diese Verschlüsselung gewährleistet. Einzelheiten des Protokolls für alle Interaktionen zwischen den Geräten eines Anwenders und den Mozilla-Diensten sind hier publiziert.
Problematisch ist das Aufkommen verschiedener Metadaten bei der Kommunikation mit dem Authentifizierungdienst. Hierdurch ist es möglich, Rückschlüsse auf die Lebensgewohnheiten und den Aufenthaltsort der jeweiligen Nutzer zu ziehen.